# 2972 Niilo
2972 Niilo è un asteroide della fascia principale. Scoperto nel 1939, presenta un'orbita caratterizzata da un semiasse maggiore pari a 2,1509768 au e da un'eccentricità di 0,1694214, inclinata di 1,09714° rispetto all'eclittica.
L'asteroide è dedicato a Niilo Anselmi Väisälä, pronipote dello scopritore.